# X–37
Az X–37 Advanced Technology Demonstrator (magyarul: fejlett technológiai demonstrátor) kísérleti űrrepülőgép, melyet a Boeing fejleszt és épít az Egyesült Államokban eredetileg a DARPA és a NASA (X–37A), majd később az USAF megrendelésére, az X–40 űrrepülőgép továbbfejlesztésével. A program célja korszerűbb anyagok és új technológiák kipróbálása egy, a civil NASA-val közösen használt Space Shuttle rendszer utáni űrrepülőgép számára, melyet az USAF egyedül tervez felhasználni (a NASA a Constellation programmal és az Orion űrhajóval tervezi az űrrepülőgép leváltását).

## Küldetések

### OTV–1
Az X–37A első repülését (OTV-1, Orbital Test Vehicle - „keringő próbaeszköz”) a Scaled Composites White Knightjáról teljesítette 2006. április 7-én.

### OTV–2
Az X–37B-t eredetileg az űrrepülőgéppel állították volna Föld körüli pályára, de ezt a 2003-as Columbia-katasztrófa miatt annyira el kellett volna halasztani, hogy inkább a repülőgép áttervezése mellett döntöttek, így Delta II hordozórakéta állította volna pályára, ezt később aerodinamikai megfontolások miatt Atlas V-re cserélték.
Ez utáni repülése (OTV-2) 2010. december 3-án ért véget, amikor 225 napos űrbeli tartózkodás után visszatért a földre (felbocsátása Atlas V rakétával Cape Canaveralről április 22-én történt).

### OTV–3
A Boeing és az Amerikai Légierő a következő (OTV-3) X–37B felbocsátást 2012. december 11-én végezte el. Ez a gép azóta is a Föld körül kering.

### OTV–4
OTV-4 misszió: felbocsátás 2015. május 20. Leszállás: 2017. május 7., ezzel az addigi leghosszabb ideig keringett a Föld körül, összesen 718 napig.

### OTV–5
OTV-5 misszió: 2019. augusztusa az addigi leghosszabb ideig keringett a Föld körül, összesen 780 napig.

### OTV–6
OTV-6 misszió: 2022. július 7-én új rekord immár 781 napig kering a Föld körül.